# Hieracium lapponicum
Hieracium lapponicum là một loài thực vật có hoa trong họ Cúc. Loài này được Fr. mô tả khoa học đầu tiên năm 1848.